# Koguryo

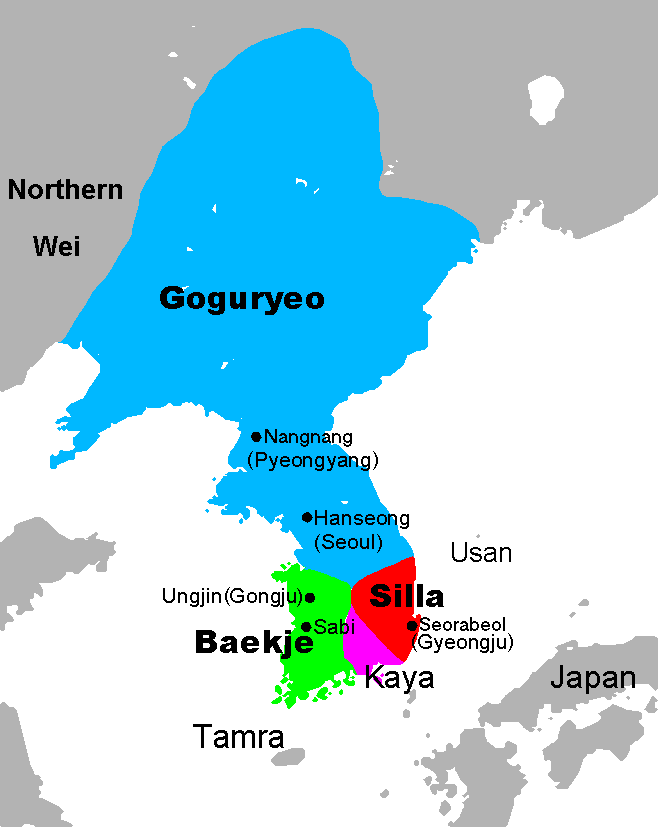
Koreanska halvön på 400-talet, med Koguryo i blått.

Koguryo eller Goguryeo (hangul: 고구려, hanja: 高句麗) var 37 f.Kr.–668 ett kejsardöme i Manchuriet och på norra Koreahalvön. Landet var tillsammans med Baekje och Silla ett av Koreas tre kungariken. Det moderna namnet ”Korea” härstammar från namnet Koguryo.
2004 sattes Koguryos gamla huvudstäder och gravområden i Nordkorea upp på Unescos världsarvslista.

## Historia
Enligt Samguk Sagi grundades Koguryo av kejsar Jumong år 37 f.Kr. i vad som idag är ett landområde på båda sidor av gränsen mellan Kina och Nordkorea. Landet växte fram när Kina var uppdelat. Den största utbredningen hade kejsardömet under kejsar Gwaggaeto den store och hans son, kejsar Jangsu. Under denna period regerade riket tre fjärdedelar av den koreanska halvön och större delen av Manchuriet. Riket försvann när Silla och Kina år 668 erövrade området. Den kinesiska Tangdynastin försökte tillsätta en militärregim i landet, men denna varade inte länge. Södra delen av Koguryeo intogs av Silla och resten ärvdes av Balhae
Balhae, som bildats år 698 hävdade sig vara arvtagare till Koguryo i deras diplomatiska förhandlingar med Japan. Taebong, ursprungligen kallad Hu-Goguryeo ("senare Koguryo"), hävdade sin rätt till Koguryo och det gjorde även Koryo, vilket till och med hade fått sitt namn av Koguryo.

## Kultur
Rester av slott, palats och ett antal uråldriga föremål har hittats i Nordkorea, bland annat en antik målning i ett gravkomplex. Några ruiner är ännu synliga i Manchuriet, exempelvis det i Onyeosan ("Fem möars topp") nära Ji'an på gränsen till nordöstra Kina, förmodad plats för landets första huvudstad. Några kulturella artefakter finns ännu kvar i den moderna koreanska kulturen, exempelvis Ondol, Koguryos unika golvuppvärmningssystem. En moderniserad version finns i varje modernt hus i Korea.

## Språk
Språket i Koguryo är okänt förutom ett fåtal ord, vilka pekar mot att det var mycket likt språket i Silla, med influenser från de tungusiska språken. De flesta koreanska lingvister anser att Koguryospråket var närmare besläktat med de altaiska språken än något av de två andra dominerande ländernas språk. Namnen för regeringsposter är ungefär desamma som de i Baekje och Silla. Kinesisk dokumentation pekar på att språken i Koguryo och Fuyu, Östra Okjeo och Go-Joseon var lika varandra, medan språket i Koguryo skilde sig signifikant från det i Mohe. Vissa likheter med äldre japanska finns också.
Några ord med från Kogoryo finns i det gamla koreanska språket (900-talet till senare delen av 1300-talet), men de flesta är sedan länge ersatta av ord med ursprung i Silla. Några lingvister har föreslagit Fuyuspråken, ett samlingsnamn för språket i Fuyu, Goguryo, Baekjde samt gammal-japanska. Vissa förespråkare för den altaiska språkfamiljen klassificerar Koguryo som ett av språken i denna familj. Slående likheter mellan Baekje och Koguryo kan även hittas.

## Modern politik
De flesta historiker har traditionellt sett Koguryo som en koreansk stat, ett av Koreas tre kungariken. Kineserna har visserligen traditionellt sett Koguryo som en främmande stat, men som ändå var en del av det kinacentrerade skattesystemet.
I överensstämmelse med ett bredare perspektiv på det moderna Kina som en multietnisk nation, utökade kineserna begreppet Kinas historia till att omfatta alla stater, som utvecklats principiellt inom Kinas nuvarande gränser. Den accepterade hållningen bland kinesiska statshistoriker blev därför att Koguryos historia var en del av Kinas historia, fram till dess att huvudstaden flyttades till Pyongyang på koreanska halvön. Den kinesiska hållningen på 1990-talet, vilken antyder att Koguryo var en regional kraft i Kina, är ett tolkningsförsök av kinesiska experter att beskriva historien i Koguryo som en del av Kinas historia. Några har tolkat denna kinesiska hållning till att förminska eller förneka Koreas hävdande av kungarikets legitimitet.
Kinesiska regeringen startade 2002 ett projekt på 20 miljarder yuan (ca 18 miljarder svenska kronor) för att ta itu med nordöstra Kina. Dess mål har varit att tolka och återställa viktiga Koguryoplatser i Kina. Detta följdes av protester från forskare i Sydkorea. 2004 hotade detta leda till en diplomatisk konflikt mellan länderna och ledde till växande antikinesiska stämningar i Sydkorea. Som det är nu överskuggas ämnet Koguryos historia en del av de politiska dispyterna, trots att ingen av de inblandade regeringarna tycks vilja att frågan skadar relationerna. Existensen av en ansenlig etnisk koreansk minoritet i Koguryos gamla landområde i Kina, frågan om politiskt inflytande över Nordkorea i händelse av regimens kollaps och nervositeten över Kinas snabbt växande militära kraft, ökar ytterligare spänningarna.

## Koguryos ledare
Följande tabell visar namnen på Koguryos kungar i Korea följt av kinesiska tecken.

### Legendariska kungalängden
| Postumt namn (Shi Hao 諡號)                                               | Namn                                    | Regeringsperiod     |
| Kung Dongmyeong 동명성왕 東明聖王                                         | 高朱蒙 Gojumong, 鄒 Chumo, 象解 Sanghae | (37 f.Kr.-19 f.Kr.) |
| Kung Yuri 유리왕 琉璃明王 Yurimyeong wang                                 | 類利 Ryuri, 孺留 Yuru                   | (19 f.Kr.-18 e.Kr.) |
| Kung Daemusin 대무신왕 大武神王 Daemusin wang, 大解朱留王 Daehaejuru wang | 無恤 Muhyul                             | (18-44)             |
| Kung Minjung 민중왕 閔中王 Minjung wang                                   | 解色朱 Haesaekju                        | (44-48)             |
| Kung Mobon 모본왕 慕本王 Mobon wang                                       | 解憂 Hae'u, 解愛婁 Haeaeru              | (48-53)             |

Anmärkning: Dessa är namnet och datumen som ges i Samguk Sagi. I Wei shu-dynastins historia ges följande namn: 朱蒙 Jumong, 閭達 Rudal, 始閭諧 Siruhae, 如栗 Yeoyul, och 莫來 Makrae. Den legendariska ättelinjen fanns i flera varianter redan på 400-talet då kung Jangsu uppförde ett monument över sin far och Koguryo skapade kontakter med Norra Wei. Inskriptionerna på detta monument ger namnen: 鄒牟 Chumo, 儒留 Yuri, och 大朱留 Daejuru.

### Stora kungalängden
| Postumt namn                                                           | Namn                     | Regeringsperiod |
| Kung Gukjo 태조대왕 國祖王 , 大祖王 Daejo wang, 大祖大王 Daejo daewang | 宮 Gung, 於漱 Eoral      | 53-146          |
| Kung Chadae 차대왕 次大王 Chadae wang                                  | 遂成 Chukseong           | 146-165         |
| Kung Sindae 신대왕 新大王 Sindae wang                                  | 伯固 Baekgo, 伯句 Baekgu | 165-179         |

Anmärkning: Den Stora kungalängden är med de följande två kungarna skrevs på basis av kinesiska dokument som Hou Han shu (Senare Handynastins historia). Den innehåller motsägelser och är ojämn.

### Wandu-Guonei-längden
| Postumt namn                                                           | Namn                        | Regeringsperiod |
| Kung Gogukcheon 고국천왕 故國川王 국양왕 國襄王                        | 男武 남무, 伊夷謨 이이모    | 179-197         |
| Kung Sansang 산상왕 山上王                                             | 廷優 연우, 位宮 위궁        | 197-227         |
| Kung Dongcheon 동천왕 東川王 , 東襄王 동양왕                           | 憂位居 우위거, 郊彘 효거    | 227-248         |
| Kung Jungcheon 중천왕 中川王 , 中襄王 중양왕                           | 然弗 연불                   | 227-248         |
| Kung Seocheon 서천왕 西川王 , 西襄王 서양왕                            | 藥盧 약로, 若友 약우        | 248-270         |
| Kung Bongsang 봉상왕 烽上王 , 鴙葛王 Jigalwang                         | 相夫 Sangbu, 插矢婁 Sapsiru | 292-300         |
| Kung Micheon 미천왕 美川王 , 好攘王 Hoyangwang                         | 乙弗 Eulbul, 憂拂 Ubul      | 300-331         |
| Kung Gogugwon 고국원왕 故國原王 Gogukwonwang, 國岡上王 Gukgangsangwang | 斯由 Sayu, 劉 Liu           | 331-371         |
| Kung Sosurim 소수림왕 小獸林王 Sosurimwang, 小解朱留王 Sohaejuruwang   | 丘夫 Gubu                   | 371-384         |
| Kung Gogugyang 고국양왕 故國攘王 Gogukyangwang                         | 伊連 Iryeon, 於只支 Eokjigi | 384-391         |
| Kejsare Gwanggaeto den store av Kogoryo 광개토대왕 廣開土王            | 談德 Damdeok, 安 An         | 391-413         |

### P'yŏngyanglängden
| Postumt namn | Namn                                 | Regeringsperiod |
| Kung Jangsu 장수왕 長壽王 | 巨連 Georyeon, 高璉 Goryeon          | 412-490         |
| Kung Munjamyeong 문자명왕 文咨明王, 文咨王 Munjawang, 明治好王 Myeongchihowang                                                                     | 羅雲 Naun, 高雲 Goun                 | 491-519         |
| Kung Anjang 안장왕 安藏王 Anjangwang | 興安 Heungan, 高安 Goan              | 519-531         |
| Kung Anwon 안원왕 安原王 Anwonwang | 寶廷 Boyeon, 高廷 Goyeon             | 531-545         |
| Kung Yangwon 양원왕 陽原王 Yangwonwang, 陽崗上好王 Yanggangsangho wang                                                                             | 平成 Pyeongseong                     | 545-559         |
| Kung Pyeongwon 평원왕 平原王 Pyeongwon wang, 平崗上好王 Pyeonggangsangho wang, 平崗上王 Pyeonggangsang wang, 狛鵠香岡上王 Maekgohyanggangsang wang | 陽成 Yangseong, 湯 Tang, 高陽 Goyang | 559-590         |
| Kung Yeongyang 영양왕 嬰陽王 Yeongyang wang, 平陽王 Pyeongyang wang                                                                                | 高元 Gowon, 大元 Daewon              | 590-618         |
| Kung Yeongnyu 영류왕 營留王 , 建武王 Geonmuwang | 高建武 Gogeonmu, 成 Seong, 高武 Gomu | 618-642         |
| Kung Bojang 보장왕 寶藏王 | 高藏 Gojang, 寶藏 Bojang             | 642-668         |

Anmärkning: Det kungliga efternamnet Go/Gao 高 verkar ha antagits i början av 400-talet då kung Gwanggaeto noterades som en i kejsarfamiljen i Norra Yan av Gao Yun 高雲 (eller Murong Yun 慕容雲), Kejsare av Norra Yan. Enligt Jin shu, tog Gao Yun efternamet Gao från Gaoyang 高陽氏 (eller Zhuan Xu, en av San Huang Wu Di), men det är omdiskuterat. Senare historieböcker säger att Go fick sitt namn av landet Koguryo skrivet som Goguryeo.